# Honkanen (sjö i Nyslott, Södra Savolax)
Honkanen är en sjö i kommunen Nyslott i landskapet Södra Savolax i Finland. Sjön ligger 83 meter över havet. Arean är 1,62 kvadratkilometer och strandlinjen är 21,29 kilometer lång. Sjön  ingår i Vuoksens huvudavrinningsområde.   Den ligger omkring 83 kilometer öster om S:t Michel och omkring 260 kilometer nordöst om Helsingfors. 
I sjön finns ön Eteissaaret, Haapasaaret, Näresaari och Kososensaari. Kytösaari avgränsar den från Lohijärvi i söder. 